# Leipziger Löwenjagd

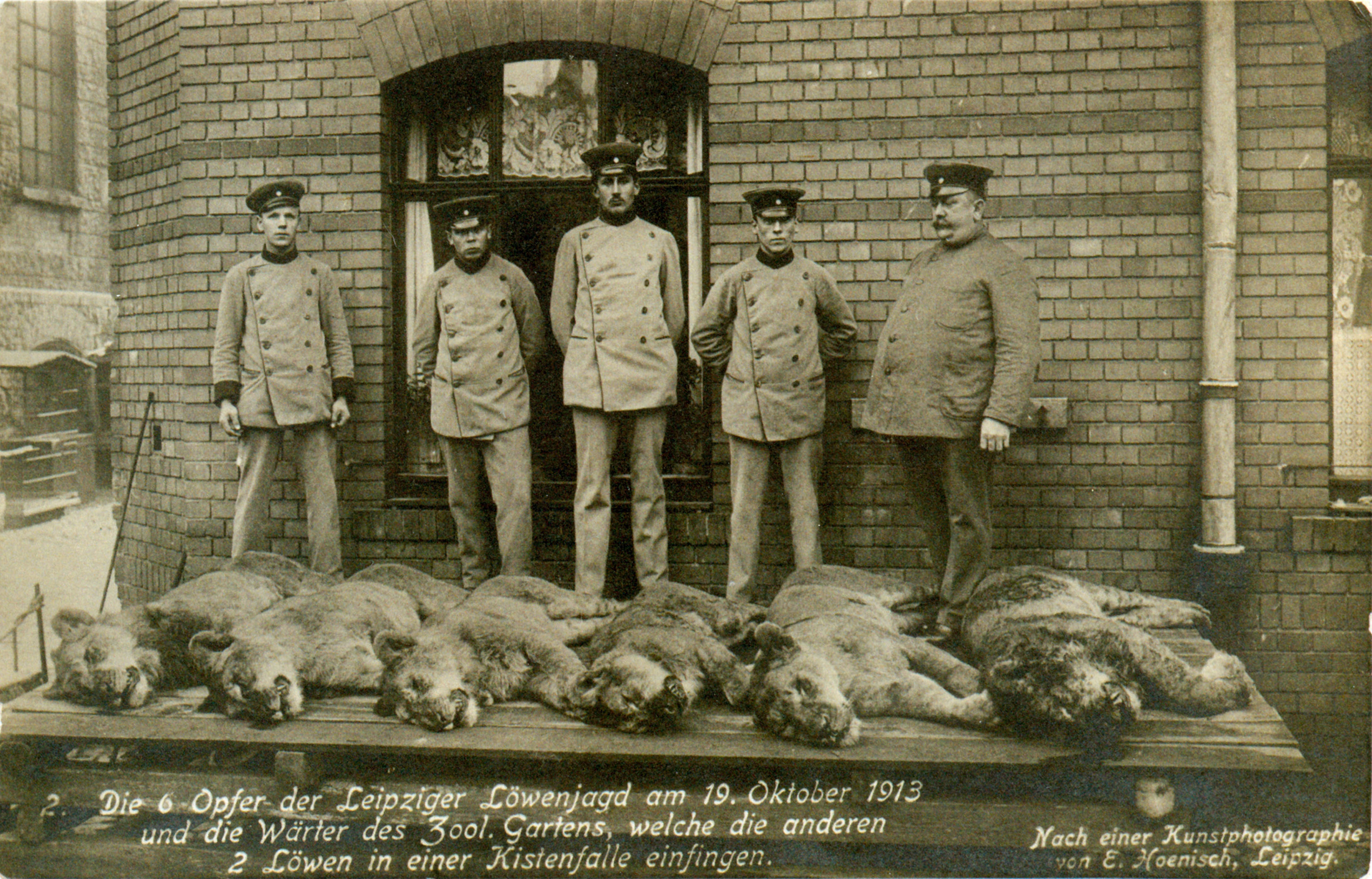
Die sechs bei der Leipziger Löwenjagd zur Strecke gebrachten Tiere im Wirtschaftshof des Leipziger Zoos zusammen mit den Raubtierpflegern (rechts Hermann Fischer), die die zwei überlebenden Löwen einfingen

Als Leipziger Löwenjagd wird ein Ereignis in der Nacht vom 19. zum 20. Oktober 1913 bezeichnet, bei dem in Leipzig sechs entwichene Zirkuslöwen getötet wurden.

## Verlauf

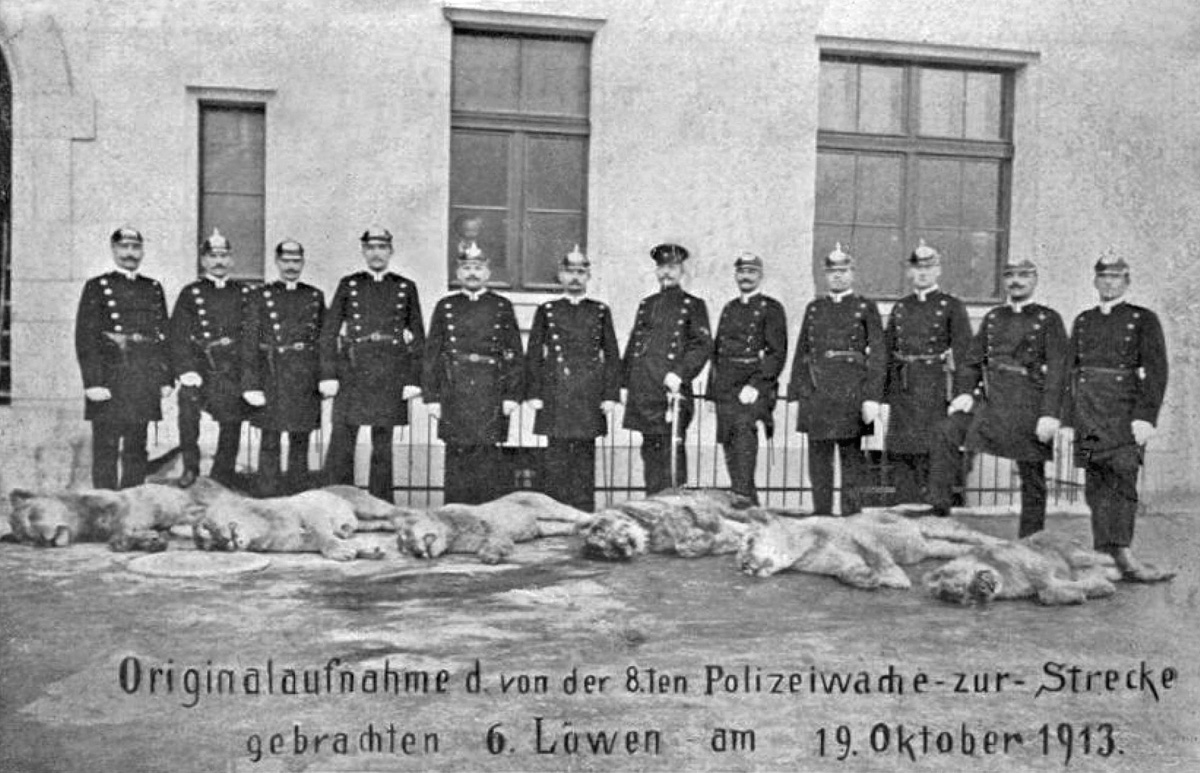
Die erlegten Löwen vor ihren „Jägern“ aus der 8. Polizeiwache

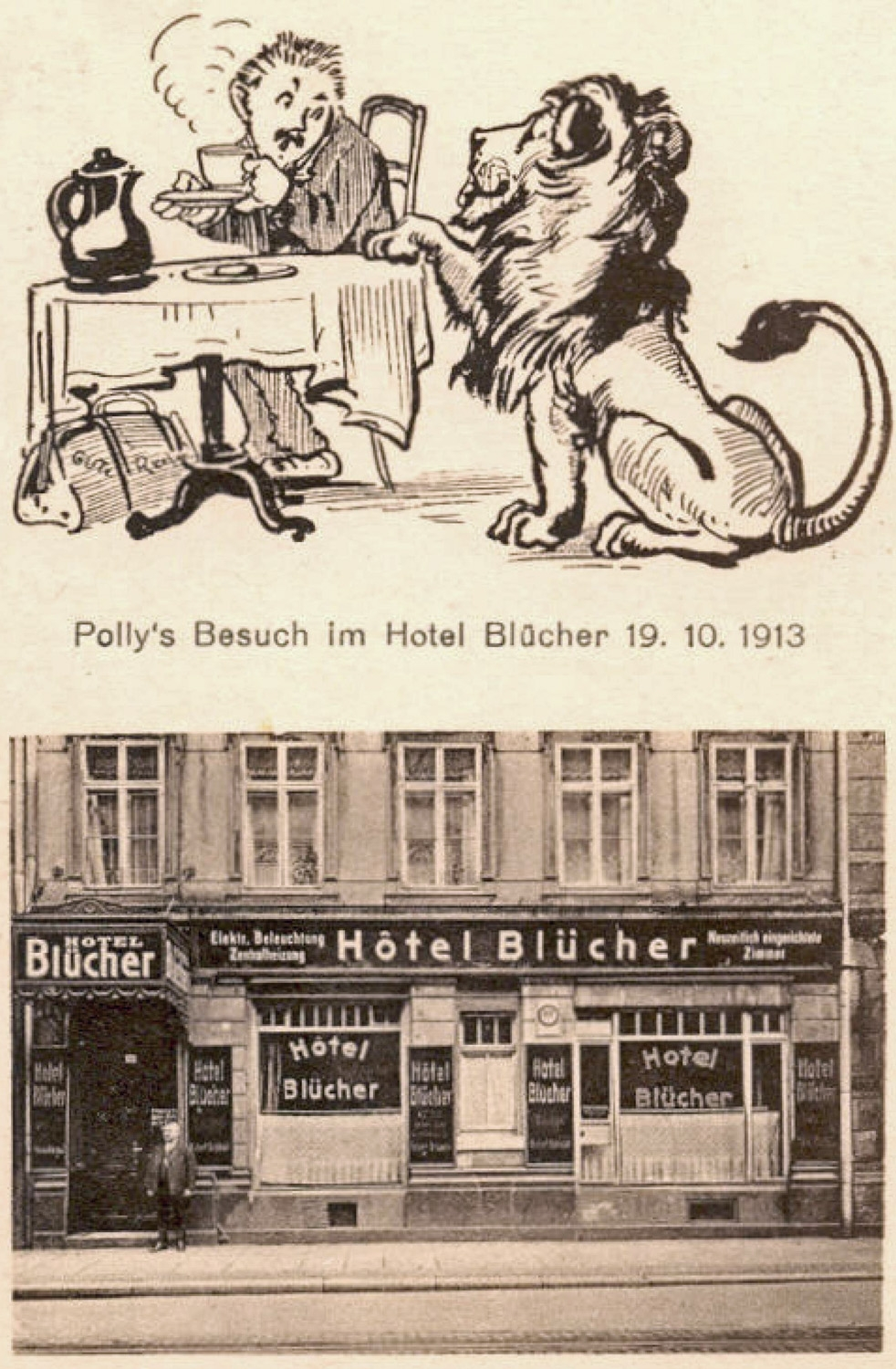
Werbepostkarte des Hotels Blücher

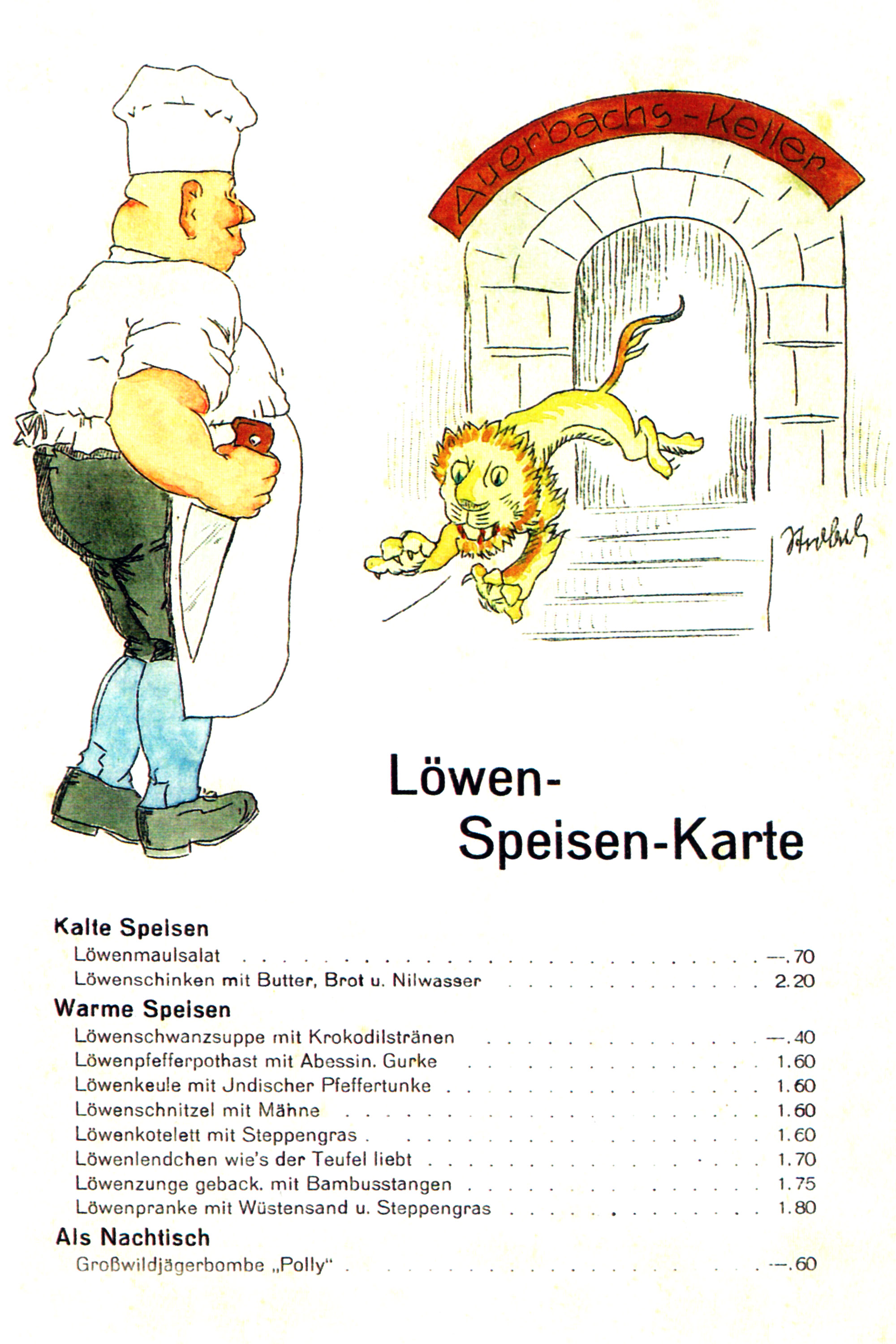
Löwen-Speisen-Karte vom Auerbachs Keller

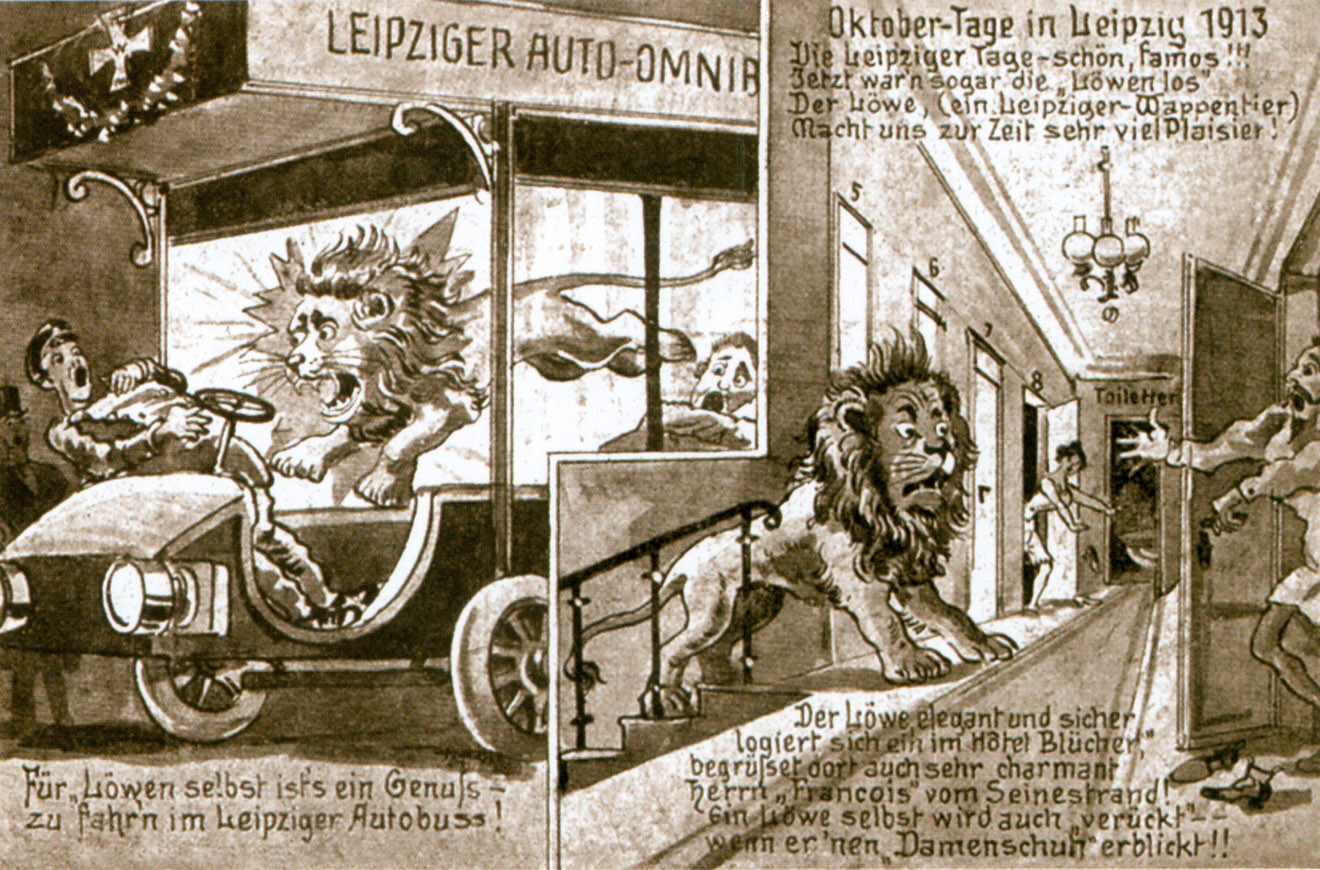
Karikatur-Postkarte

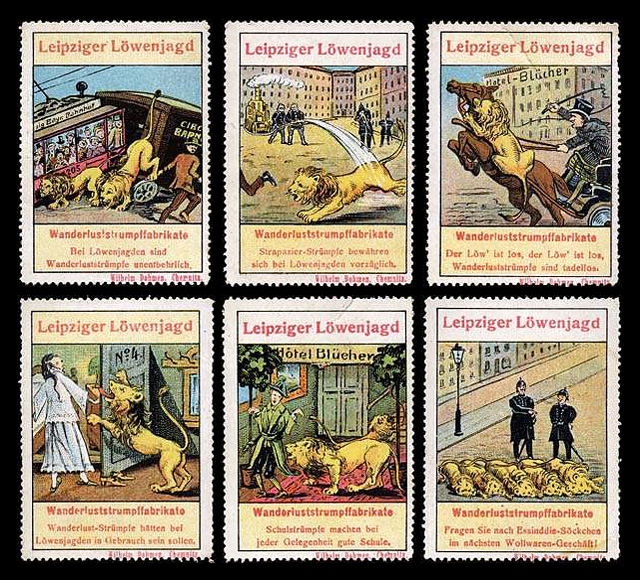
Auf die Löwenjagd anspielende Reklamemarken für Wanderluststrumpffabrikate

Anlässlich der Feierlichkeiten zur Einweihung des Völkerschlachtdenkmals am hundertsten Jahrestag der Völkerschlacht bei Leipzig hatte der Zirkus Barum mehrere Tage in Leipzig gastiert. Das Zelt war auf dem Messplatz an den Frankfurter Wiesen aufgestellt, wo seit 1907 auch die Leipziger Kleinmesse (Karte) stattfand. Heute befindet sich an dieser Stelle die Arena Leipzig.
Gleich nach der Abendvorstellung des 19. Oktober wurden die Tiere per Pferdewagen zur Verladung auf den Güterbahnhof gebracht. Die Fahrt ging über die Auenstraße (heute Hinrichsenstraße) in Richtung Berliner Straße, um zum Preußischen Freiladebahnhof nördlich der Roscherstraße zu gelangen. (Karte) Die Kutscher des Löwen- und des Bärenwagens stellten ihre Fuhrwerke unbeaufsichtigt vor der Bierkneipe Graupeter in der Berliner Straße 42 ab und besuchten diese. (Karte) Die Pferde des hinteren Wagens mit den Bären wurden unruhig und durchstießen mit der Wagendeichsel die Rückwand des Löwenwagens, worauf acht der zehn Löwen ins Freie entkamen, weil – es war neblig – auch noch eine Straßenbahn die nun auf die Gleise geratenen Fuhrwerke rammte.
Der Streifenpolizist Bruno Weigel und weitere herbeigerufene Polizisten, vornehmlich aus der 8. Polizeiwache in der Yorckstraße (Karte) (jetzt Erich-Weinert-Straße), eröffneten das Feuer auf die Tiere und töteten in kurzer Zeit fünf von ihnen. Der Zirkusdirektor Arthur Kreiser und der Direktor des Leipziger Zoos Johannes Gebbing und sein Oberwärter Hermann Fischer, die mit weiteren Mitarbeitern inzwischen eingetroffen waren, beschlossen, die drei verbliebenen Löwen, die sich vor der Schießerei zu retten versucht hatten, lebend einzufangen. Dabei war die Löwin Polly in das nahegelegene Hotel Blücher in der Blücherstraße 20 (jetzt Kurt-Schumacher-Straße) (Karte) geraten, wo man sie in einem WC einsperrte. Das Hotel verwendete diesen Vorgang später in seiner Werbung. Mit einer Kastenfalle konnten Polly im Hotel sowie ein weiterer Löwe in einem Hof in der Berliner Straße problemlos eingefangen werden. Auf den letzten, schon von den Fängern eingekreisten Löwen – es war Abdul – warf einer der Umstehenden einen Stein, sodass dieser zu einer Bewegung ansetzte, worauf die Polizei wieder das Feuer eröffnete und ihn erschoss. Bei der Obduktion Abduls wurden 165 Treffer gezählt.
Die sechs getöteten Löwen waren eine Woche lang im Wirtschaftshof des Leipziger Zoos (Karte) zu besichtigen. In einem Gerichtsprozess wurde einer der Kutscher zu fünf Tagen Haft oder 25 Mark Geldstrafe verurteilt, was etwa einem Wochenlohn entsprach, und der Zirkusdirektor Kreiser zu zehn Tagen oder 100 Mark Geldstrafe wegen „Unterlassung erforderlicher Vorsichtsmaßregeln zur Verhütung von Beschädigungen bei der Haltung bösartiger oder wilder Tiere“ (§ 367 Ziffer 11 StGB). Härter traf ihn der Verlust der sechs Löwen im Wert von 30.000 Mark.
Da der Löwe das Wappentier Leipzigs ist, ergab sich durch den Vorfall eine gute Gelegenheit für Werbemaßnahmen, insbesondere in Fremdenverkehr und Gastronomie. Die Traditionsgaststätte Auerbachs Keller (Karte) nutzte das Ereignis für Werbezwecke. Man erstellte dort eine „Löwen-Speisen-Karte“ mit Löwenschwanzsuppe, Löwenschnitzel u. a., was jedoch alles Phantasienamen waren, denn echtes Löwenfleisch wurde nicht verarbeitet. Im Weinlokal Aeckerleins Keller am Markt 11 (Karte) wurde gar ein musikalisch-literarisches Feinschmeckeressen veranstaltet. Auch andere Wirte und Hoteliers nutzten die Leipziger Löwenjagd für ihr Marketing. Noch zu DDR-Zeiten gab es im Interhotel Zum Löwen  (Karte) ein Nussparfait mit dem Namen „Polly“.
Das Hotel Blücher wurde im Zweiten Weltkrieg zerstört, das Haus der Graupeter-Kneipe nach 1990 abgerissen.

## Trivia
Der Schriftsteller Hans Reimann schrieb in seinem humoristischen Das Buch von Leipzig aus dem Jahr 1929 über die Löwenjagd das Folgende: „Am 19. Oktober 1913 liefen einige ausgewachsene, ansehnliche Löwen in der Blücherstraße spazieren. […] Sie trudelten in der Blücherstraße herum, und der eine Löwerich betrat, als sei es so verabredet gewesen, das Hotel Blücher, spazierte den Korridor des Hotels entlang und öffnete vermöge seiner Intelligenz das Pförtchen zum Klosett, in welchem ein ahnungsloser Reisiger saß, der zuzusperren vergessen hatte. Schlimmes ist dabei nicht ereignet. Man sollte trotzdem immer abriegeln.“
Der Leipziger Schriftsteller Erich Loest verarbeitete das Ereignis fiktional in seinem Roman Völkerschlachtdenkmal (1984), hier waren es Anarchisten, die mit der Löwenjagd die Einweihung des Völkerschlachtdenkmals stören wollten.
Auch weniger bekannte Autoren beschäftigten sich – meist auf Karikatur-Postkarten – mit dem Ereignis.
Die Leipziger Löwenjagd ist auch Handlungsdetail in dem von der Comiczeitschrift MOSAIK zusammen mit dem Stadtgeschichtlichen Museum Leipzig herausgegebenen Abrafaxe-Album Nr. 27 Kaiser, Krieger, Löwenjäger (erschienen im September 2011). Darin lässt Califax bei der Einweihung des Völkerschlachtdenkmals zwei Zirkuslöwen frei, um im dabei entstehenden Tumult die als vermeintliche Attentäter von Kriminalkommissar Otto Pranke verhafteten Abrax und Brabax zu befreien.
Im Museum der Firma Weck in Öflingen befindet sich eingekochtes Löwenfleisch, das von der Leipziger Löwenjagd stammen soll und auch nach Jahren noch essbar gewesen sei.
In seinem Roman „Freunde aus Aller Welt - Roman eines zoologischen Gartens“ aus dem Jahr 1931 verarbeitet Felix Salten das Ereignis im Neunten Kapitel "Löwen im Autobus, im Ritzhotel und in der Tanzbar".

## Weitere Jagd
Eine weitere, wenn auch nicht so spektakuläre Löwenjagd in Leipzig fand am 29. September 2016 im Leipziger Zoo statt. Die beiden jungen Löwen Majo und Motshegetsi waren durch Überspringen oder Durchschwimmen des Wassergrabens der Anlage aus ihrem Freigehege ausgebrochen. Majo konnte aus der Ferne narkotisiert und ins Gehege zurückgebracht werden. Bei Motshegetsi schlug die Narkose wahrscheinlich wegen des hohen Adrenalinspiegels im Blut des Tieres nicht an, und er musste von der Polizei erschossen werden. Majo starb im Mai 2023 an einer massiven Rippenfellentzündung.